# Osmussaar
Osmussaar (Schwedisch: Odensholm, deutsch: Odinsholm) ist eine estnische Insel im Finnischen Meerbusen.

## Lage
Osmussaar gehört verwaltungsmäßig als Dorf Osmussaare zur Gemeinde Lääne-Nigula im Kreis Lääne. Die Insel liegt ca. 7,5 km vom estnischen Festland und 62 km vom finnischen Hanko entfernt. Die Fläche von Osmussaar beträgt 4,69 km². Der Küstenstreifen ist 14 km lang.

## Geschichte
Osmussaar wurde erstmals um 1250 als Hothensholm urkundlich erwähnt. Im späten Hochmittelalter wurde das damals noch heidnische Estland durch Skandinavier und Deutsche missioniert und teilweise auch besiedelt. Eine erste skandinavische Besiedelung ist für das Jahr 1436 nachgewiesen, die jedoch vielleicht wesentlich älter ist und schon in der Wikingerzeit erfolgt sein könnte.
Im südlichen Teil der Insel wurde für Seefahrer eine evangelisch-lutherische Kapelle errichtet, die seit 1642 urkundlich belegt ist. 1766 wurde ein neuer Bau aus Stein errichtet.
Ein Leuchtturm wurde erstmals 1765 auf der Insel errichtet. Der heutige Leuchtturm ist 35 m hoch und aus Stahlbeton gefertigt.
Am 26. August 1914 lief der deutsche Kreuzer Magdeburg bei Osmussaar auf Grund und musste gesprengt werden.
Im Jahre 1940 wurde das Baltikum durch Sowjetrussland im Zuge der Aufteilung Osteuropas zwischen Hitler und Stalin (Hitler-Stalin-Pakt) Teil der Sowjetunion. Damals gab es auf der Insel das von Küstenschweden bewohnte Dorf Bien, bestehend aus sieben Gehöften mit ungefähr 120 Einwohnern, die jedoch 1944 im Verlauf des Zweiten Weltkriegs nach Schweden evakuiert wurden.
Heute lebt nur noch eine estnische Familie dauerhaft auf der Insel.

## Verschiedenes
Odinsholm ist im Sommer beliebtes Ausflugsziel für Naturtouristen und Vogelkundler. Die Gewässer um die Insel gelten als gefährlich.

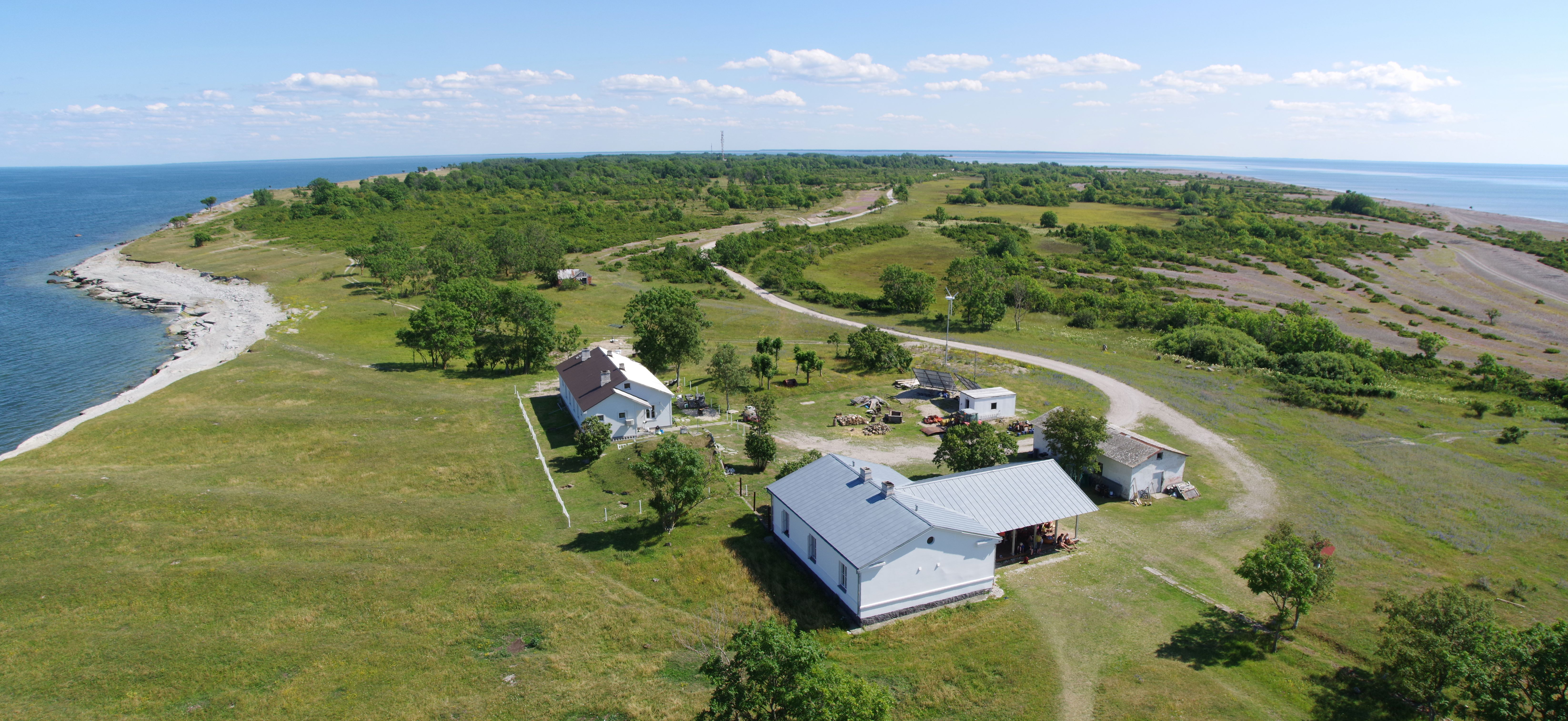
Osmusaar (2019)
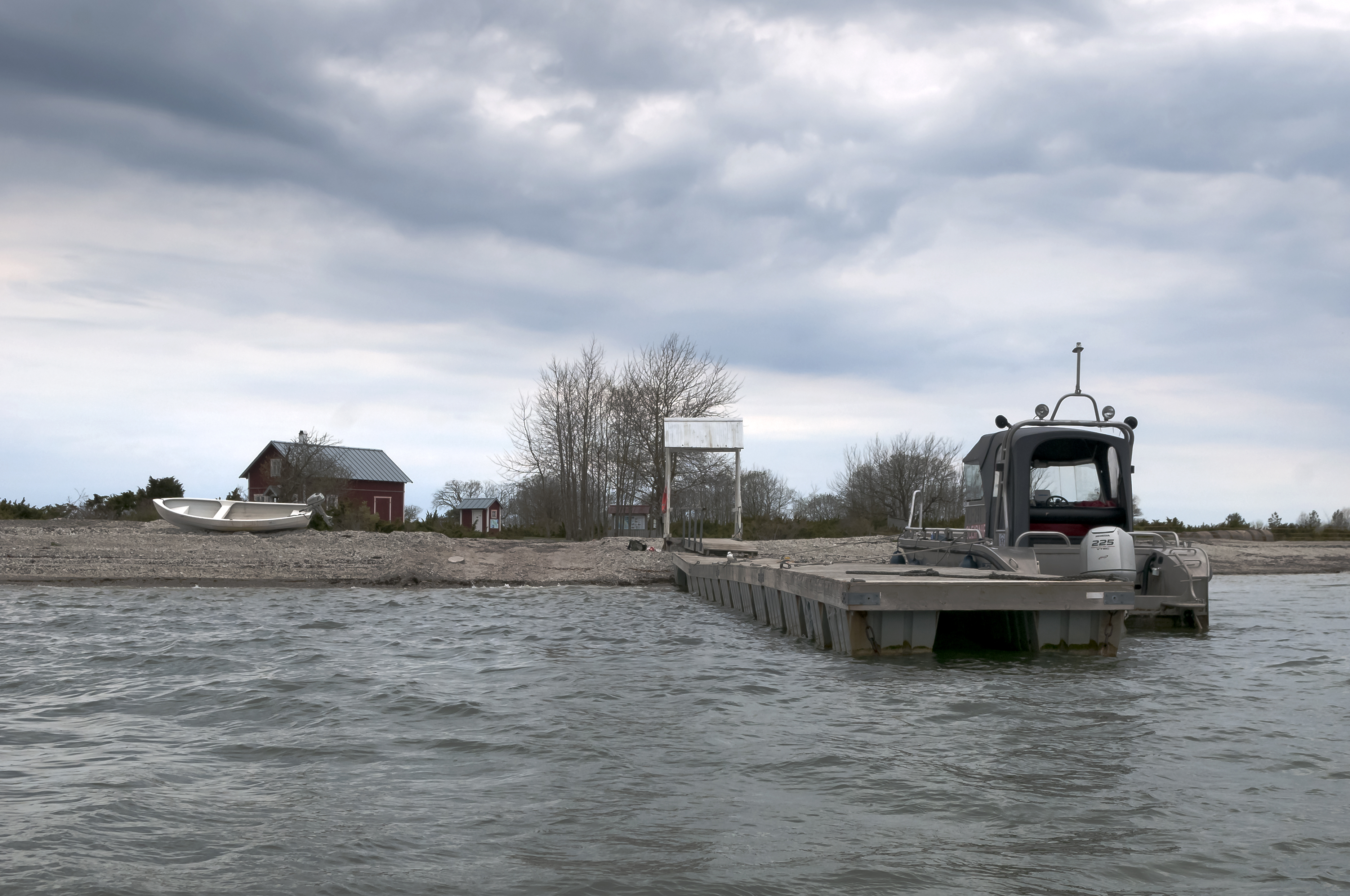
Osmussaar (2015)
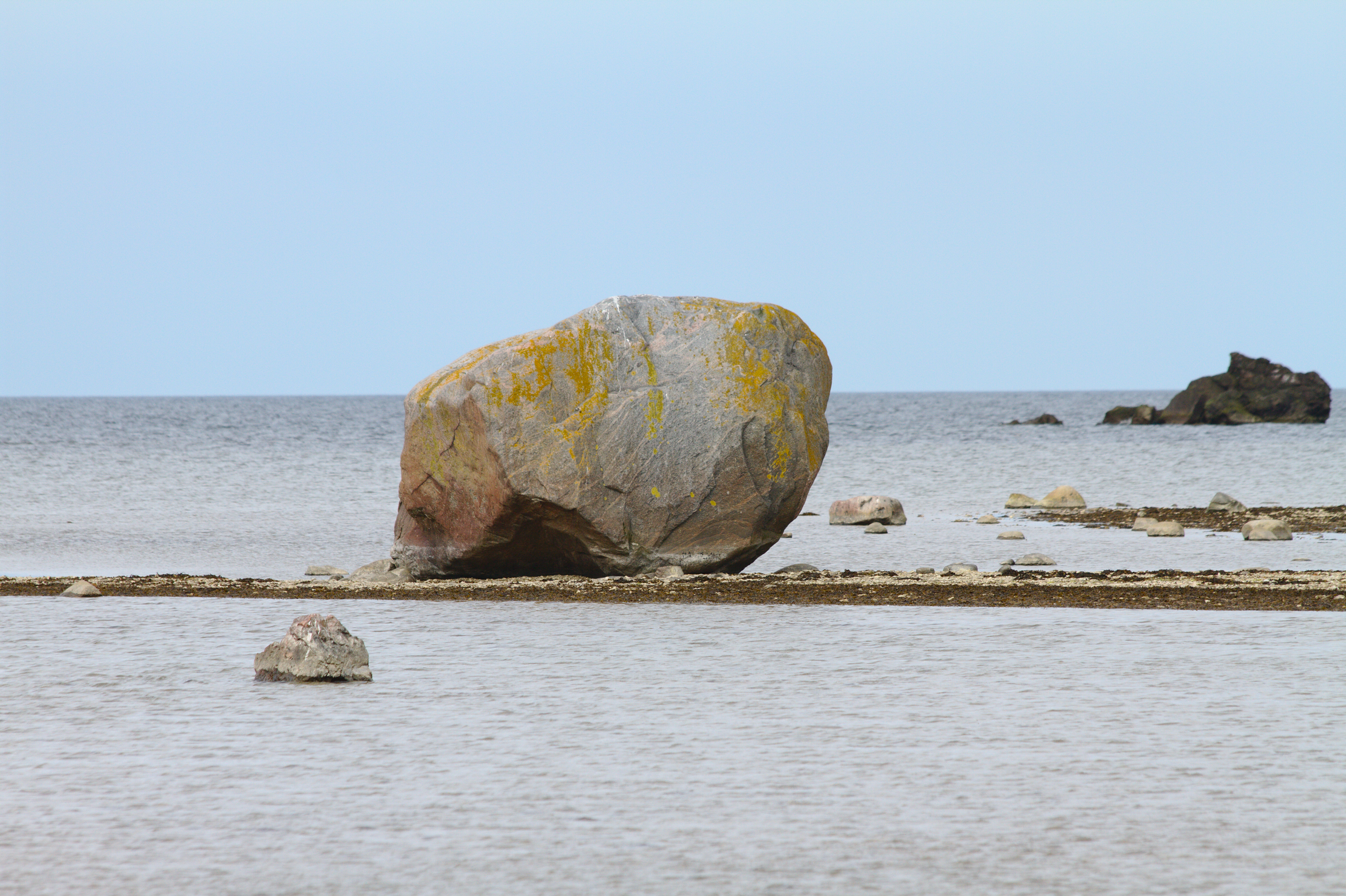
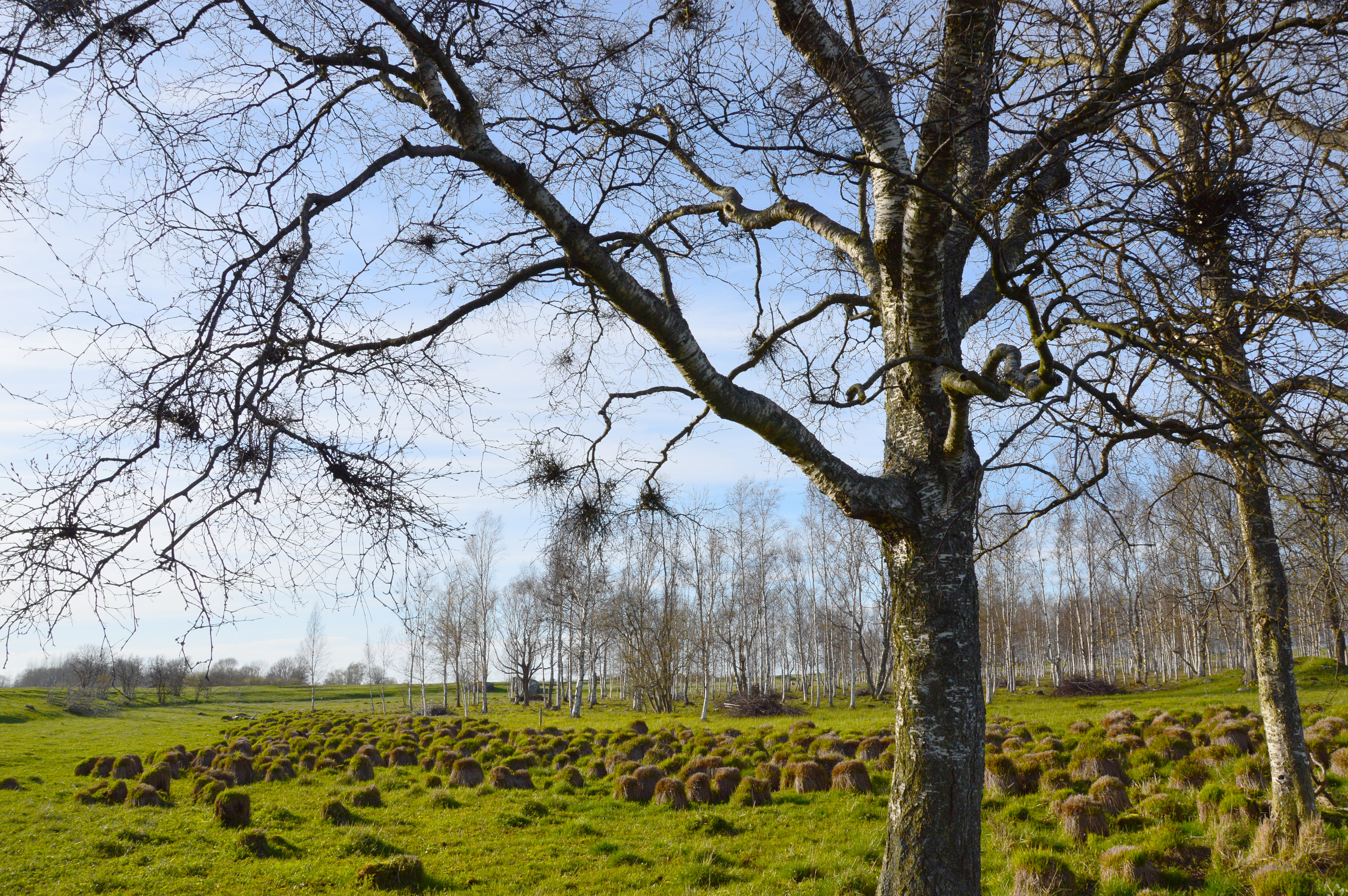
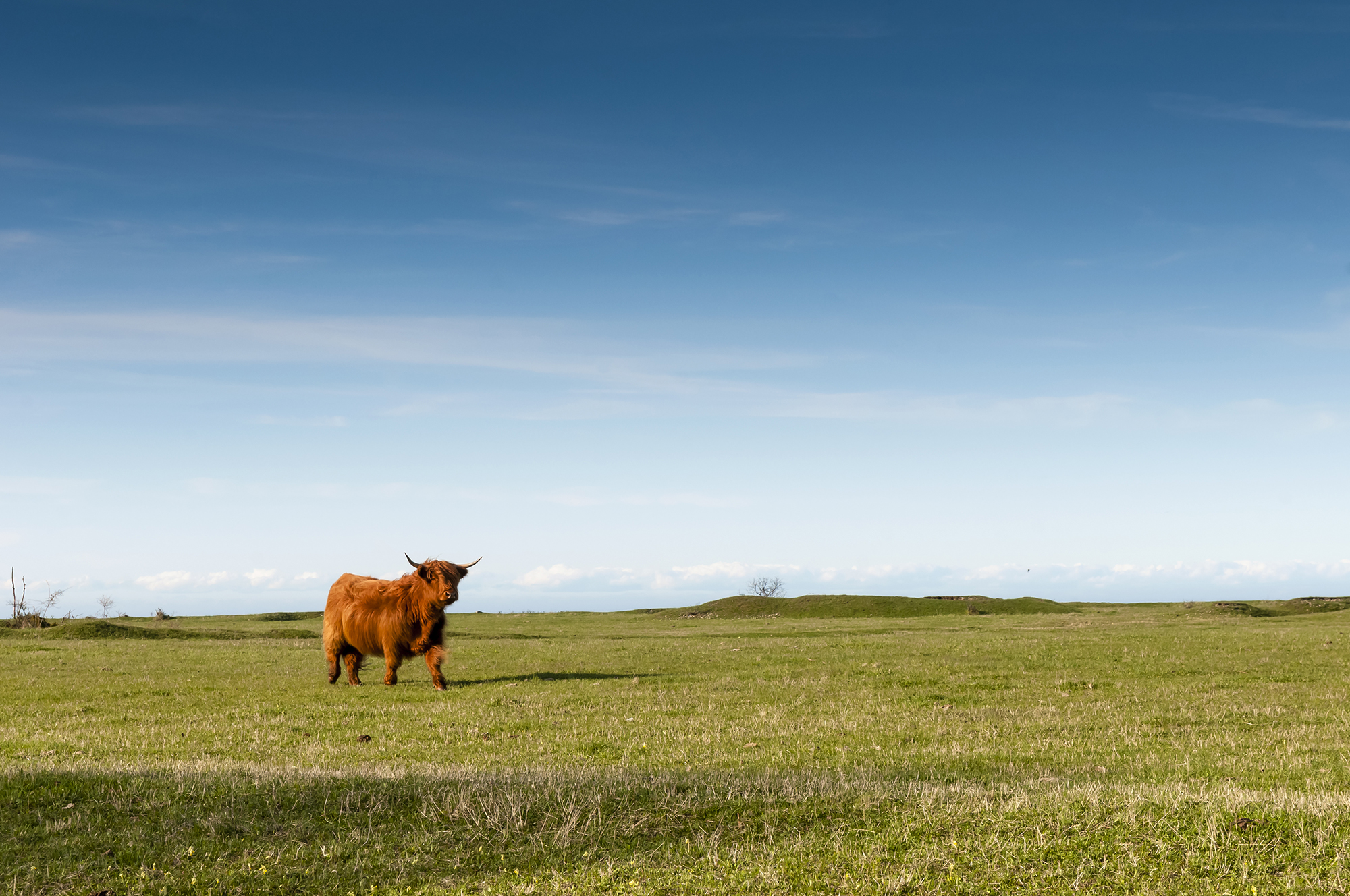
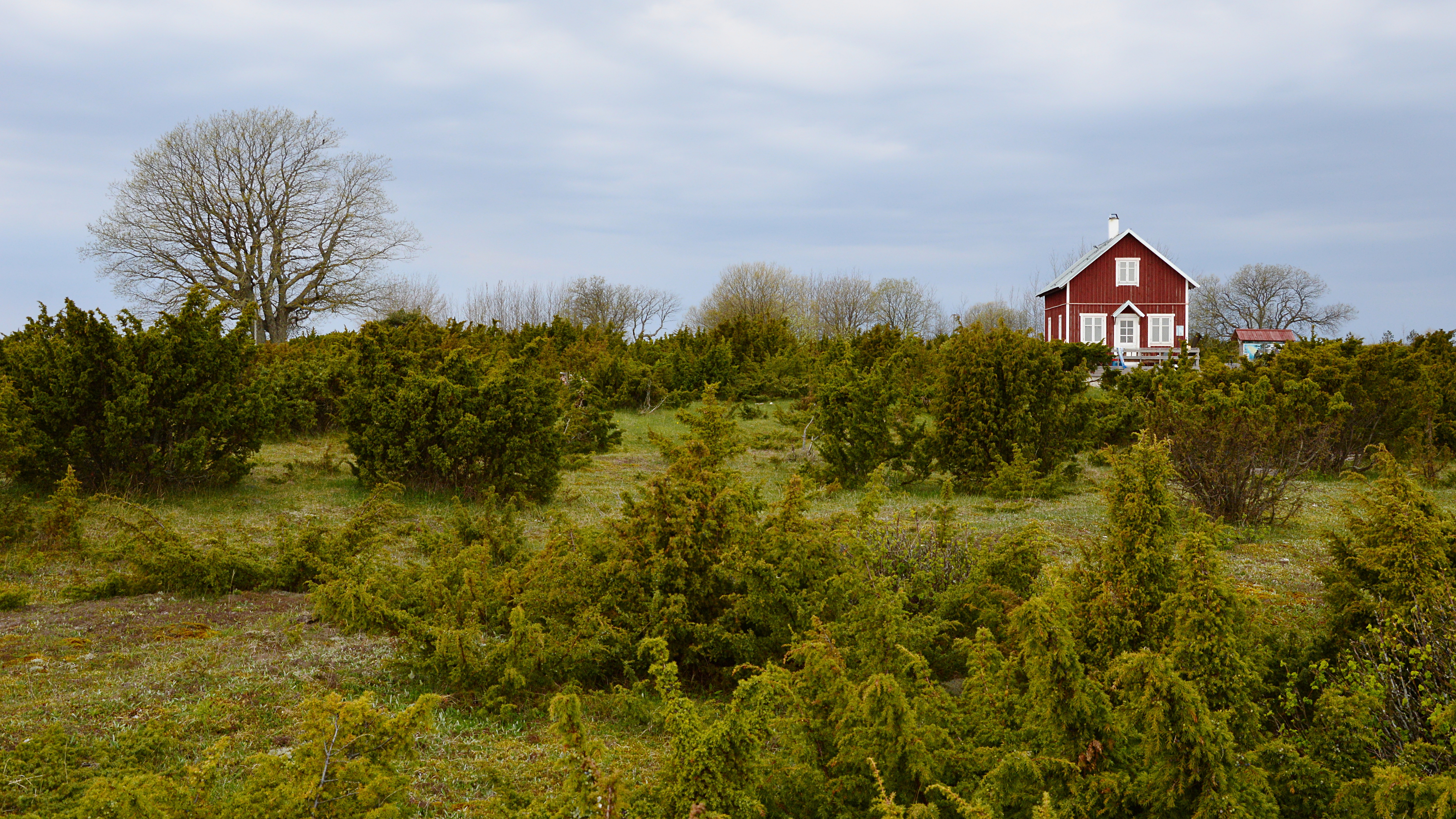
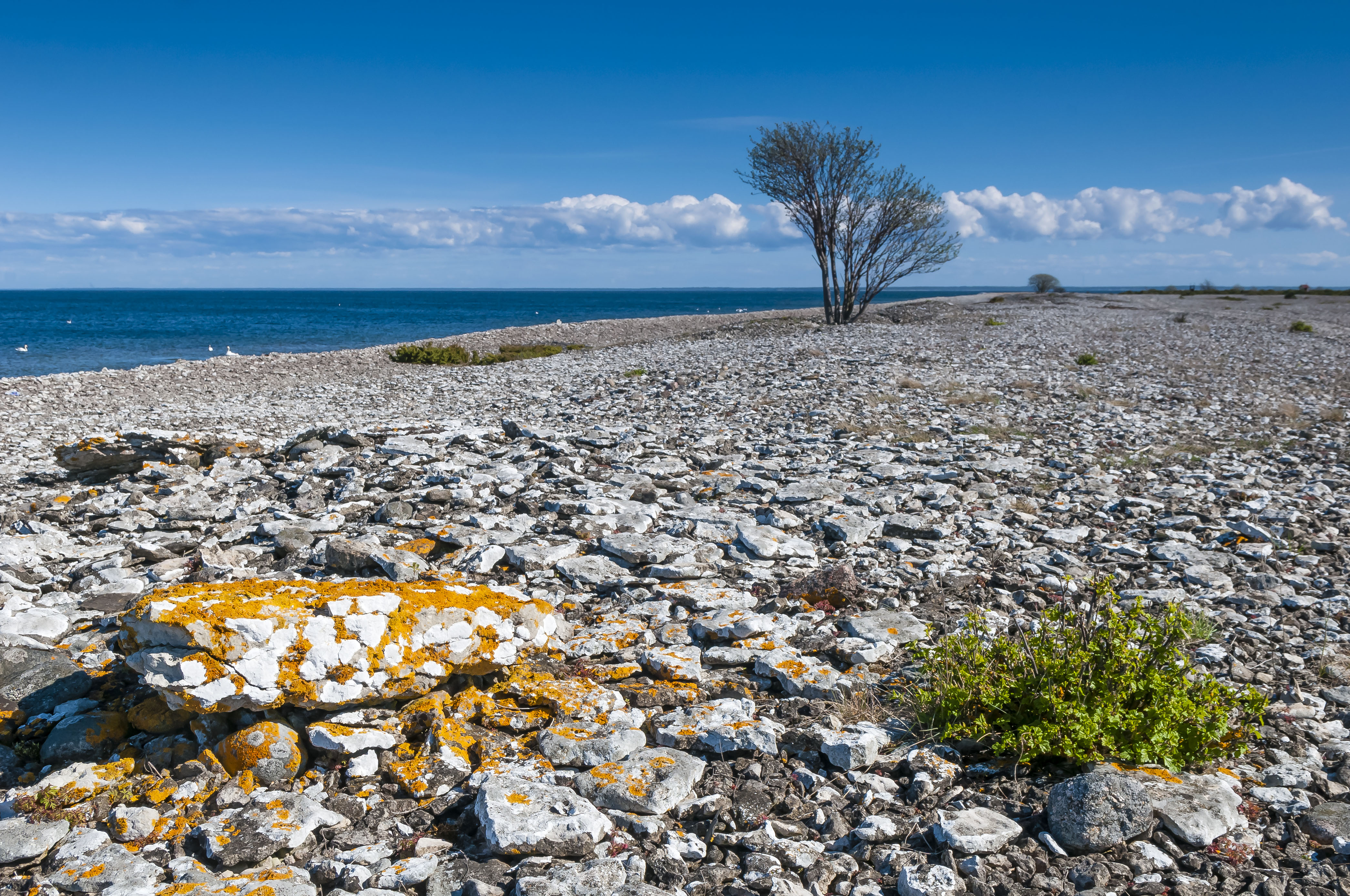
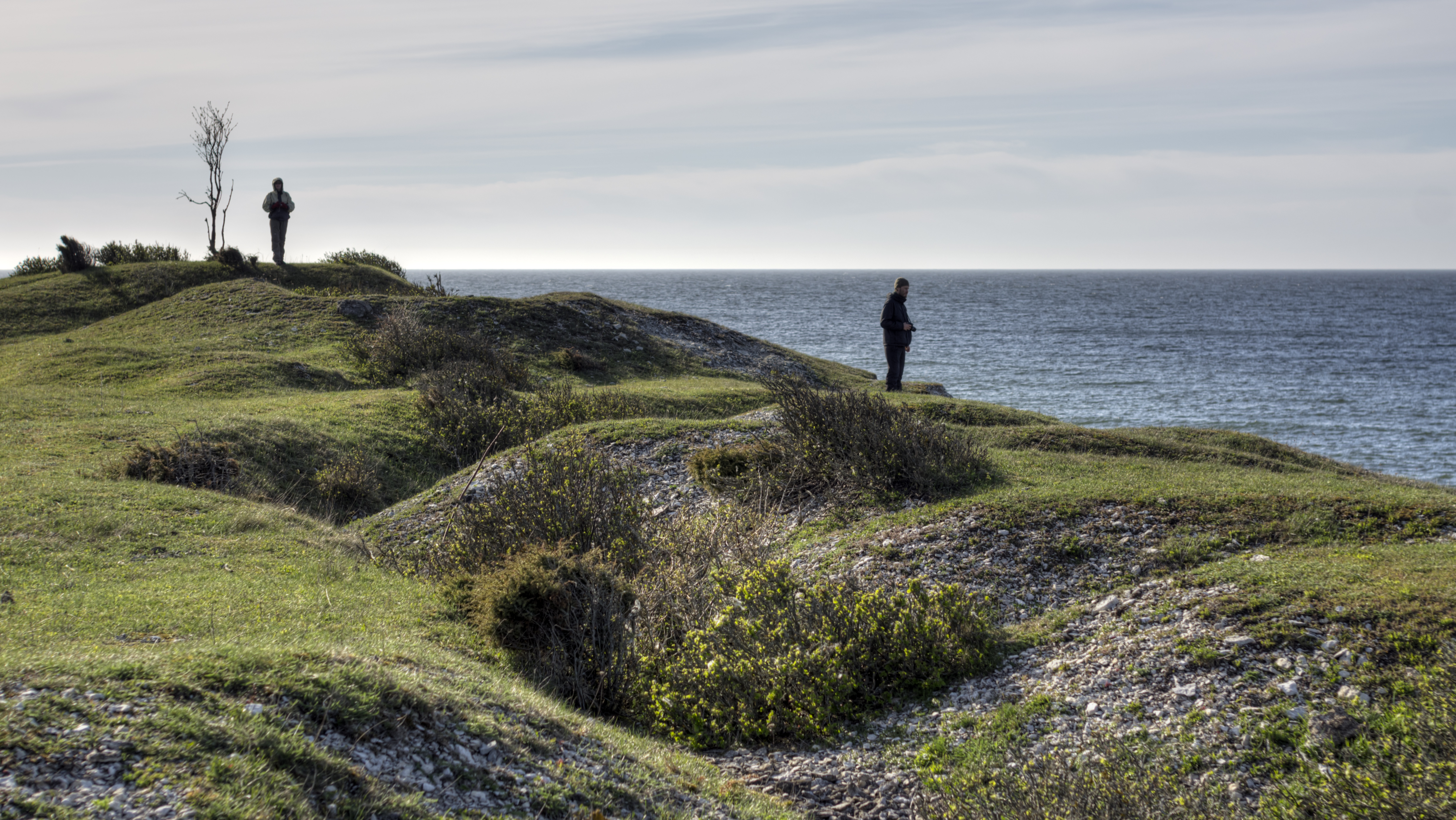
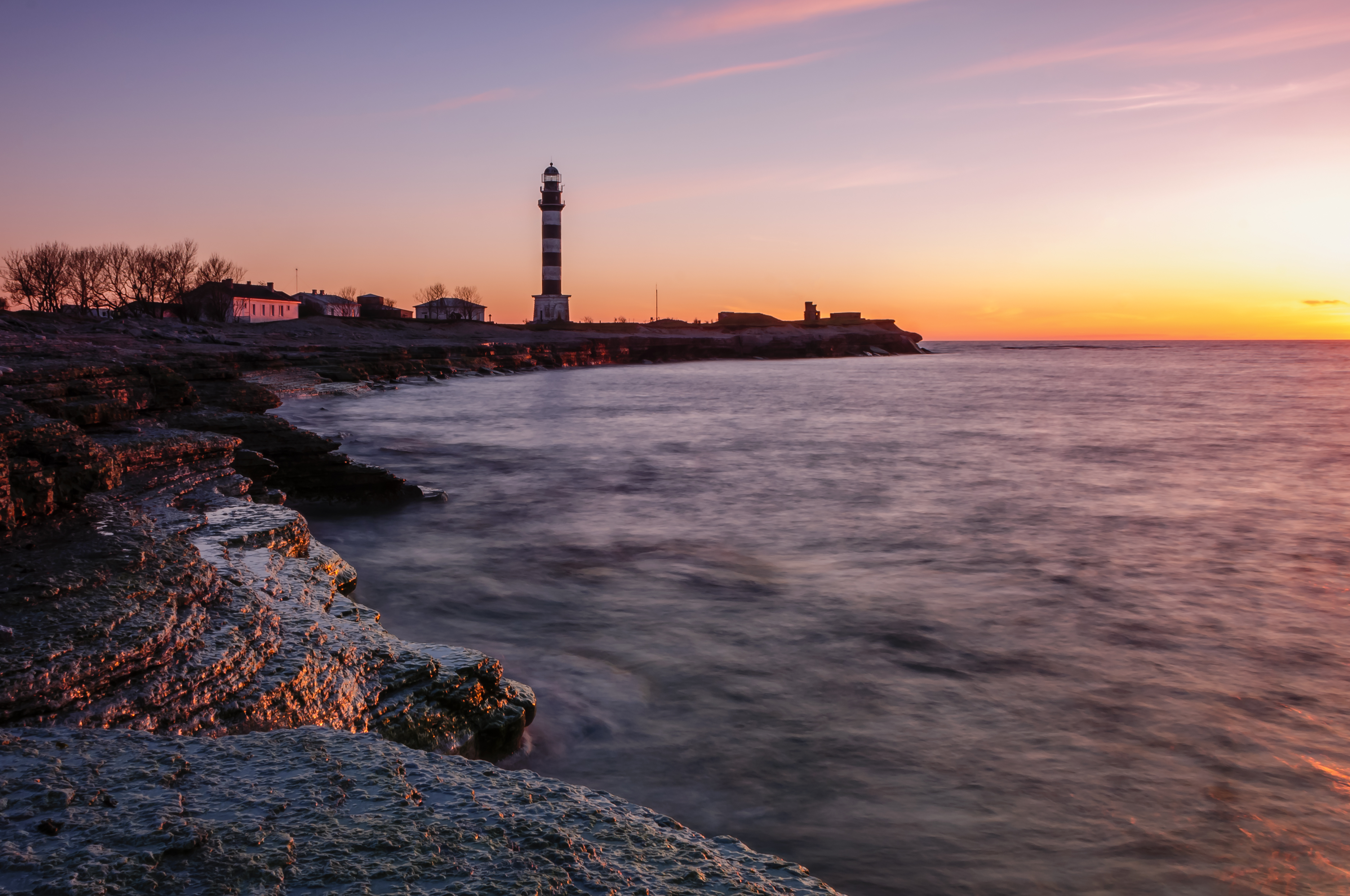